# Louis Prost
Pour les articles homonymes, voir Prost.
Louis-Balthazar-Frédéric Prost, né à Nantua le 7 mars 1760 et mort à Strasbourg le 3 juin 1816, est un homme d'affaires et homme politique français.

## Biographie
Il est le fils de Pierre-Antoine Prost, maire de Nantua. Il exerce la profession de banquier à Strasbourg et acquiert, en 1811, le domaine de Maillot, dans le Doubs. A Strasbourg, il réside dans l'ancien hôtel de la Marseillaise, place du Broglie, racheté aux Dietrich en 1797.
Le 13 mai 1815, pendant les Cent-Jours, le grand collège du département du Bas-Rhin l'envoie siéger à la Chambre des représentants, comme représentant du commerce et de l'industrie, avec 29 voix (42 votants). Son rôle parlementaire prend fin avec la dissolution de la Chambre par Louis XVIII, le 13 juillet.

## Sources
- Christian Wolff, « Louis Balthazar Frédéric Prost », in Nouveau dictionnaire de biographie alsacienne, vol. 30, p. 3053
- « Louis Prost », dans Adolphe Robert et Gaston Cougny, Dictionnaire des parlementaires français, Edgar Bourloton, 1889-1891 [détail de l’édition] [texte sur Sycomore]